# 南海圆梭螺
南海圆梭螺（学名：Globovula nanhaiensis）为梭螺科圆梭螺属的动物。在中国大陆，分布于海南岛西方等地，属于暖海产。该物种的模式产地在南海。